# Kobeliarovský potok
Kobeliarovský potok – potok, prawy dopływ rzeki Slaná na Słowacji. Ma długość 6,3 km. Wypływa na wysokości około 700 m na zachodnich stokach szczytu Bučina (857 m) na Pogórzu Rewuckim (Revucká vrchovina). Spływa w kierunku południowo-wschodnim przez miejscowość Kobeliarovo, a następnie Nižná Slaná. W tej ostatniej miejscowości uchodzi do rzeki Slaná na wysokości 350 m.